# ایست ورد استیتس (آریزونا)
ایست ورد استیتس (به انگلیسی: East Verde Estates) یک منطقهٔ مسکونی در ایالات متحده آمریکا است که در آریزونا واقع شده‌است. ایست ورد استیتس ۶٫۴۸ کیلومتر مربع مساحت و ۴٬۸۸۵ نفر جمعیت دارد و ۱٬۴۰۶٫۰۶ متر بالاتر از سطح دریا واقع شده‌است.